# 新通用语
新通用语（Lingua Franca Nova或者LFN）是一個人造語言，於1965年發展出來，於1998年在网络出现。创造者George Boeree的目的是希望創造一門通用语。新通用语的基础是法语、意大利语、葡萄牙语、西班牙语和加泰罗尼亚语；不過英语不是新通用语的基础語言。新通用语和其他的人造语言（世界语、伊多语、国际语等等）没有关系。